# Louise Sommer
Louise Sommer (geboren 25. Januar 1884 oder 25. Januar 1889 in Wien, Österreich-Ungarn; gestorben 4. Juni 1964 in Westport, USA) war eine tschechoslowakisch-US-amerikanische Wirtschaftswissenschaftlerin.

## Leben
Louise Sommer studierte Nationalökonomie bei Carl Grünberg an der Universität Wien und wurde 1919 an der Universität Basel mit einer Dissertation über die österreichischen Kameralisten promoviert. Sie stand seither mit Karl Pribram in engem wissenschaftlichen Austausch. Eine akademische Karriere war ihr als Frau versagt. Sommer arbeitete als Journalistin in Wien und bemühte sich um Forschungsaufträge und Lehraufträge. 1927 wurde sie an der Universität Genf habilitiert und zur Privatdozentin ernannt. 1947 emigrierte sie in die USA, wo sie als freie Forscherin, als Übersetzerin und Wirtschaftsjournalistin arbeitete. Zeitweise war sie Gastprofessorin an der New School for Social Research in New York sowie an der American University in Washington, D.C.

## Schriften (Auswahl)
- Die österreichischen Kameralisten in dogmengeschichtlicher Darstellung. Teile I und II. Studien zur Sozial-, Wirtschafts- und Verwaltungsgeschichte, hrsg. v. Karl Grünberg, Hefte 12 und 13. 1920 und 1925
- Abbé Galiani und das physiokratische System. In: Zeitschrift für Volkswirtschaft und Sozialpolitik, NF, Band 5 (1927)
- Zur Methode der exakten und historischen Nationalökonomie. In: Schmollers Jahrbuch, Band 52 (1928)
- Besteuerung, Kapitalbildung; Staatszweck und Steuerverwendung in der Theoriengeschichte. In: Walther Lotz (Hrsg.): Kapitalbildung und Besteuerung. Finanzwissenschaftliche Untersuchungen, Schriften des Vereins für Sozialpolitik, Band 174 (1929)
- Das geisteswissenschaftliche Phänomen des ‚Methodenstreits‘. Analogien und Präzedentien. In: Festschrift für Carl Grünberg zum 70. Geburtstag (1932)
- Neugestaltung der Handelspolitik. Wege zu einem intereuropäischen Präferenzsystem. (1935)
- Zum Wirklichkeitsgehalt ökonomischer Theorien. Ein Beitrag zur Methodenkritik. In: Schweizerische Zeitschrift für Volkswirtschaft und Statistik, Band 83 (1947)
- Rezension von Gustavo Del Vecchio: ‚La Sintesi Economica e la Teorio del Reddito’, Cedam, Padua 1950. In: American Economic Review, Band 41 (1951)
- Rezension von Luigi Einaudi: Suggi bibliografici e storici intorno alla dottrine economiche. Edizioni di Storia e Letteratura, Rom 1953. In: American Economic Review, Band 46 (1956)
- (Hrsg.): Essays in European Economic Thought. 1960